# الهجرة (الخليل)
الهجرة تجمع سكني في دورا جنوب غرب محافظة الخليل جنوب الضفة الغربية. شُكلت عام 2004 لجنة مشاريع لإدارة شؤون القرية، إلا أنها أُتبعت لاحقًا إلى بلدية دورا.

## الجغرافيا
تقع القرية على منطقة جبلية، وعلى ارتفاع 777 مترًا فوق سطح البحر، ويبلغ المعدل السنوي للأمطار فيها حوالي 436 ملم، أما معدل درجات الحرارة فيصل إلى 16 درجة مئوية. يحدها من الشرق مدينة الخليل، ومن الشمال والغرب مدينة دورا، ومن الجنوب قرية حدب الفوار.

## السكان
عام 1997 كان عدد السكان الذين يسكنون القرية حوالي 488 نسمة. وفقًا لتعداد عام 2007 الذي أجراه الجهاز المركزي للإحصاء الفلسطيني، بلغ عدد السكان حوالي 724 شخصًا.

## الاقتصاد
يعتمد اقتصاد القرية على قطاع الزراعة بشكل أساسي بنسبة 87%، أما الموظفين فيشكلون نسبة 10%، وقطاع التجارة يشكل نسبة 1% من الاقتصاد.

## ممارسات الاحتلال
تقع إلى الشرق من القرية مستوطنة حاجاي، والتي تحتل مساحتها 500 دونم، ويوجد على مدخل القرية حاجز عسكري إسرائيلي دائم. وقد قامت قوات الاحتلال الإسرائيلي باقتلاع 250 شجرة زيتون، و300 شجرة لوزيات. ومنذ بداية الانتفاضة الثانية، قامت قوات الاحتلال الإسرائيلي بهدم منزلين في القرية، والتهديد بمصادرة 30 دونمًا من أراضيها، إلا أن القرار لم ينفذ بعد.